# Philippe Camus
Pour les articles homonymes, voir Philippe Camus (écrivain) et Camus.
Philippe Camus (né le 28 juin 1948) est senior advisor de Evercore Inc.

## Biographie
En 1965, il est lauréat du concours général en physique.
Il est ancien élève de l'École normale supérieure de Paris (ENS), diplômé de l’Institut d’études politiques de Paris (section économie et finances) ,agrégé de sciences physiques et d’actuariat.Du 1er octobre 2008 au 30 juin 2016, il était le président du conseil d'administration d'Alcatel-Lucent.
- Il effectue son service militaire au CIRO (Centre Interarmées de Recherche Opérationnelle) à Bagneux
- Il a commencé sa carrière au département de la gestion financière de la Caisse des dépôts et consignations
- 1982 : il rejoint la direction générale du groupe Lagardère,
- 1993 : il est nommé directeur général et président du comité financier du groupe Lagardère
- 1999 : président du directoire d’Aérospatiale Matra.
- 2000 à 2005 coprésident exécutif d'EADS. Il dut céder son siège à Noël Forgeard, alors président d'Airbus, pour retourner au Groupe Lagardère. Il a été également vice-président, directeur général délégué de la société Arjil Commanditée – Arco (SA) et administrateur de Accor, Crédit agricole et Schlumberger.

Il est officier de la Légion d'honneur et titulaire de la croix du Mérite de l'Allemagne.

## Affaire Clearstream 2
En mai 2005, Philippe Camus écrit au juge Jean-Marie d'Huy au pôle financier, pour dénoncer de sombres manœuvres : le général Jean Heinrich, créateur et ancien dirigeant de la Direction du Renseignement militaire, directeur de la sécurité d'Airbus et lui-même cité dans les faux-listings du corbeau, ferait depuis trois mois des menaces à Imad Lahoud afin qu'il accuse Jean-Louis Gergorin d'être le corbeau avec la complicité du général Philippe Rondot. En échange de ce témoignage, le statut de « témoin assisté » lui serait garanti, évitant ainsi les poursuites judiciaires. À sa missive, Philippe Camus joint d'ailleurs deux notes circonstanciées d'Imad Lahoud dans lesquelles il relate les faits (Le Figaro du 2 juin 2005).

## Mandats sociaux
Philippe Camus est :
Président d'honneur du Groupement des Industries Françaises Aéronautiques et Spatiales
Philippe Camus a été :
- Cogérant du groupe Lagardère jusqu'en juin 2012
- Administrateur du Crédit agricole
- Administrateur de Schlumberger
- Administrateur de Cellfish Media LLC
- Administrateur des Éditions P Amaury
- Représentant permanent de la société Lagardère SCA au conseil d'administration de Hachette SA
- Représentant permanent de la société Hachette SA au conseil d'administration de Lagardère Services
- Membre du conseil de surveillance de Lagardère Active
- Vice-président, directeur général délégué de la société Arjil commandité Arco.
- Président et directeur général de Lagardère North America Inc.

- Président d'EADS France
- Président du GIFAS
- Administrateur d'Accor
- Administrateur de Dassault Aviation
- Administrateur de La Provence
- Administrateur de Nice-Matin
- Administrateur d'Hachette Filipacchi Médias
- président non-exécutive d'Alcatel-Lucent en 2008 jusqu'à son rachat par Nokia finalisé en 2016 (il vit aux États-Unis)[2],[3]